# Mynor Ramírez
Mynor Ramírez Fuentes (ur. 25 lipca 1972) – gwatemalski zapaśnik walczący w obu stylach. Dwukrotny olimpijczyk. Jedenasty w Barcelonie 1992 w stylu klasycznym i siedemnasty w Atlancie 1996 w wolnym.
Czwarty na igrzyskach panamerykańskich w 1991. Srebro na mistrzostwach panamerykańskich w 1992. Brąz na mistrzostwach Ameryki Centralnej w 1990. Trzykrotny brązowy medalista igrzysk Ameryki Środkowej i Karaibów w latach 1990-1993. Dwukrotnie najlepszy na igrzyskach Ameryki Centralnej w 1994 roku.